# 关于汞的水俣公约
《关于汞的水俣公约》（英語：the Minamata Convention on Mercury），简称：《汞公约》，是一部全面对汞进行规制的国际公约。公约要求缔约国自2020年起，禁止生产及进出口含汞产品。
2013年10月9日，在曾發生水俣病的日本熊本縣水俣市舉行會議開幕式，與會各國代表並於當天在該市進行公害視察，10月10日、11日兩天在熊本市的會議中正式通过公約。
《关于汞的水俣公约》规定，2020年后禁止生产及进出口含汞量超过5毫克的普通照明用途的荧光灯。公约还将煤炭火力发电站的大气排放列为规制对象。规定新设施自公约生效起5年内采用“最佳可行技术”（BAT）及“最佳环境实践”（BEP）。现有设施需要在10年内采用最佳可行技术和最佳环境实践、设定排放管理目标及排放限度值等。
《关于汞的水俣公约》自2017年8月16日起对中华人民共和国生效，其中明确“自2026年1月1日起，禁止生产含汞体温计和含汞血压计。”2020年10月16日，中国国家药监局在其网站发布《国家药监局综合司关于履行〈关于汞的水俣公约〉有关事项的通知》，明确要求自2026年1月1日起，中国将全面禁止生产含汞体温计和含汞血压计产品。

## 另見
- 危害性物質限制指令（RoHS, Restriction of Hazardous Substances Directive 2002/95/EC）